# Duttlenheim
Duttlenheim település Franciaországban, Bas-Rhin megyében. Lakosainak száma 2957 fő (2022. január 1.). Duttlenheim Altorf, Blaesheim, Dachstein, Duppigheim, Ernolsheim-Bruche és Innenheim községekkel határos.

## Népesség
A település népességének változása:
| Lakosok száma | 2849 | 2883 | 2915 | 2890 | 2880 | 2865 | 2848 | 2903 | 2957 |
|               | 2013 | 2015 | 2016 | 2017 | 2018 | 2019 | 2020 | 2021 | 2022 |